# ムアッラク・モスク
ムアッラク・モスク（アラビア語: المسجد المعلق Al-Masjid al-Muʿallaq アル＝マスジド・アル＝ムアッラク、英語: Al-Muallaq Mosque）は、イスラエルのアッコ（パレスチナのアッカー）にあるモスクである（イスラエルの存在を認めない者は1948年よりイスラエルが占領中、と主張）。ザーヒル・アル＝ウマル・モスク（アラビア語: مسجد ظاهر العمر Masjid Ẓāhir al-ʿUmar）としても知られる。

## 歴史
アッカーの統治者ザーヒル・アル＝ウマルにより1758年に建設された。モスクは、後にアッカーのジェノヴァ人地区の入り口となった、十字軍により建てられた建築の中庭に建てられた。1746年まで、その建物はアッカーのユダヤ教徒によりシナゴーグとして使われ、ラムハル・シナゴーグと呼ばれていた。ザーヒルがこの建物をモスクに改装すると決めた時、ユダヤ教徒たちはまだ建物を所有していたが、ザーヒルはユダヤ教徒たちにアッカーのユダヤ教徒地区にある別の建物で補償することとした。シナゴーグ時代の名残として、聖櫃を収める為の壁龕やヘブライ語の碑文がある。

## 建築

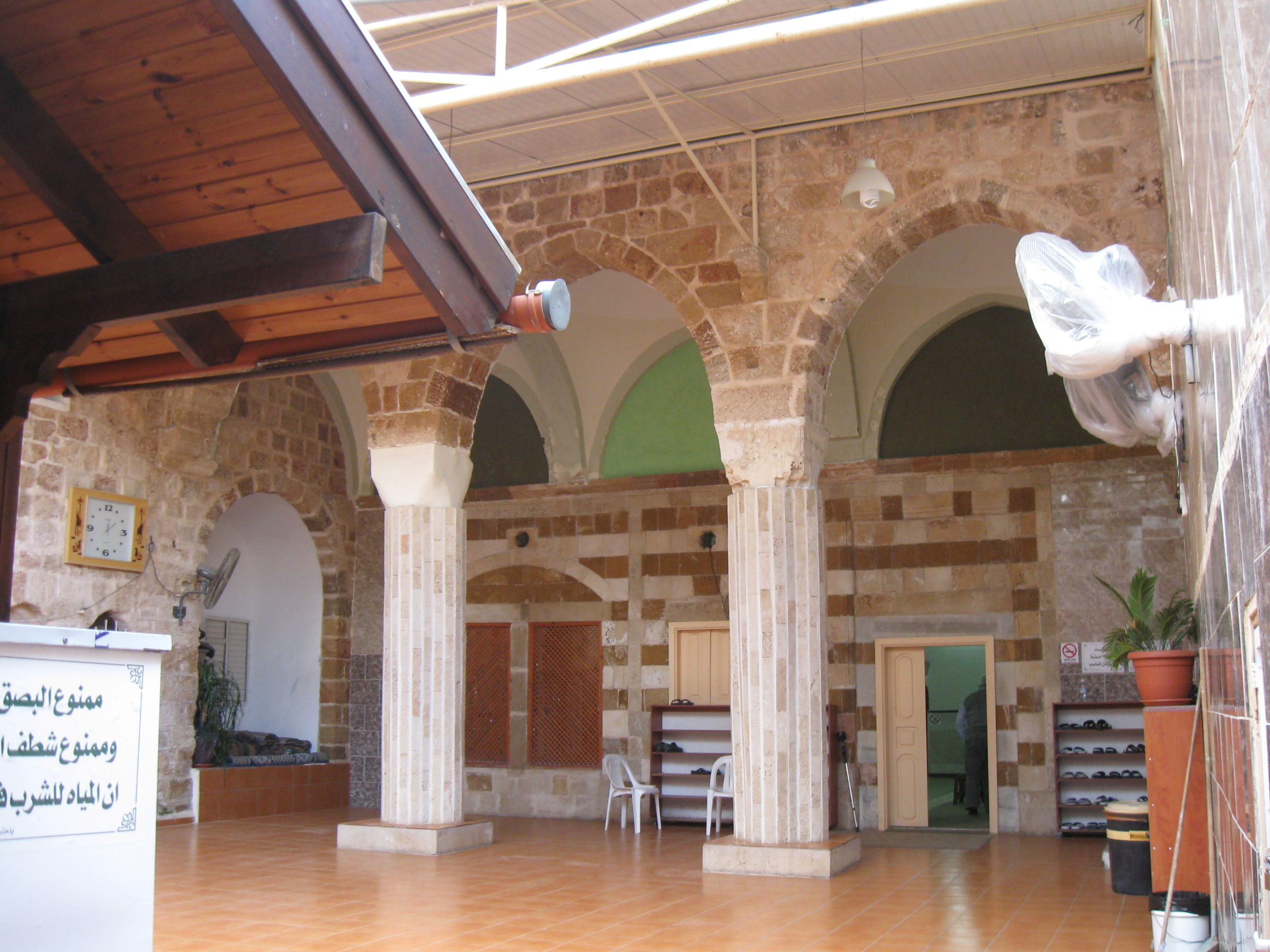

## 参照
1. ↑  Sharon, 1997, p. 38.
2. ↑  “Acre: Religious and prayer sites”. 2017年3月15日閲覧。
3. ↑  “Muallaq Mosque”. ArchNet. 2008年12月31日閲覧。

## 文献
- Sharon, Moshe (1997), Corpus Inscriptionum Arabicarum Palaestinae (CIAP), 1, BRILL, ISBN 9789004108332